# 罗杰·B·托尼
罗杰·布鲁克·托尼（英語：Roger Brooke Taney，/ˈtɔːni/，1777年3月17日—1864年10月12日），美国政治家，十五歲時即入賓夕法尼亞州狄金森學院，十八歲以成績優等畢業。曾任美国司法部长（1831年-1833年）、美国财政部长（1833年-1834年）和是最高法院的第五任美国首席大法官，从1836年起，直到1864年去世。
他认为权利和自由是极其重要的，如果权力过于集中，就会对个人自由构成严重威胁。他反对国家政府试图管制或控制限制个人权利的事情，特别是當時个人拥有奴隶的权利，這也成為他任內最大的爭議。在著名的斯科特诉桑福德案中，一个名叫德雷德·斯科特的奴隶向最高法院提出上诉，表示自己曾被主人带到自由领土上，因此希望从而获得自由。他裁定，根据美国宪法，非洲后裔不是美国公民，而且原告(斯科特)没有提起诉讼的法律地位。塔尼還写道，宪法的制定者认为黑人可以被合法地沦为奴隶，为他的利益服务。法院还宣布密苏里妥协案(1820)违反宪法，从而允许在全国所有领土上实行奴隶制。在美国内战的最后几个月，塔尼在他的家乡马里兰州废除奴隶制的同一天去世，儘管他做出了不少出色的裁決，但這個瑕疵至今仍然作為法學的重要負面判例被提起。
托尼是個虔誠的羅馬公教信徒，曾經無償解放所繼承的黑奴，被當世視為慈善家。但震撼美國歷史的史考特訴桑福德案中，作為大法官的托尼卻主張：「即便是自由黑人，也不是《美國憲法》中所謂之美國公民，故史考特並無權在聯邦法院提起訴訟。」這個判決引起軒然大波，且使時人重新思考黑奴的存廢問題，成為了南北戰爭的原因之一。

## 早年
罗杰·布鲁克·托尼1777年3月17日出生于马里兰州卡尔弗特县一个烟草种植园主的奴隶主家庭，他接受了一系列私人教师的基础教育。15岁时，他进入宾夕法尼亚州的狄金森学院，1795年以优异的成绩毕业。作为一个没有希望继承家族种植园的小儿子，塔尼选择了法律这一职业。他与耶利米·汤利·蔡斯法官一起读法律，并于1799年进入律师事务所。他很快就成为马里兰州最有前途的年轻律师之一。
1806年1月7日，泰尼与弗朗西斯·斯科特·基的妹妹安妮·菲比·查尔顿·基结婚。他们有七个孩子。

## 职业生涯
1799年，他开始当律师的那一年，他被选入马里兰众议院，在那里他担任了代表卡尔弗特县的联邦党人。他在1800年竞选连任，但失败了。回到私人诊所后，他于1810年至1815年担任马里兰州弗雷德里克市国家银行分行的董事。在搬到弗雷德里克县后，他在1803年和1811年都没有成功地竞选过众议员，1811年又竞选国会议员。
1816年，他被选为马里兰州参议院议员，任期至1821年，这一次他是民主党的共和党人，因为联邦党已经解散。1818年至1823年，他还是弗雷德里克县银行的董事。1824年的总统选举把民主党分裂成安德鲁·杰克逊的支持者和反对者，泰尼成为了一个坚定的杰克逊式的民主党人。1827年，他被任命为马里兰州的司法部长，但1831年辞职。他先是担任美国陆军的代理部长，然后接受了杰克逊总统的美国司法部长提名。1835年1月，杰克逊不顾参议院拒绝他担任财政部长，提名他为最高法院的大法官，接替即将退休的加布里埃尔·杜瓦尔。

## 首席大法官
1835年休会期间，首席大法官约翰·马歇尔去世。1835年12月28日，杰克逊将任命托尼为首席大法官的提名递交给参议院，参议院于当月召开。1836年3月15日，在与辉格党领袖亨利·克莱、丹尼尔·韦伯斯特和杰克逊的前副总统约翰·C·卡尔霍恩的强烈反对下，托尼经过了漫长而激烈的斗争，并于1836年3月15日被任命，并在同一天收到了他的委任状。

## 逝世
1864年10月12日，泰尼去世，享年87岁。第二天早上，最高法院的书记官宣布:“伟大而善良的首席大法官不复存在了。”他担任首席大法官长达28年又198天，是历史上第二长的首席大法官任期。林肯总统没有发表公开声明。在他的内阁中，林肯和三位成员——国务卿威廉·H·苏厄德、总检察长爱德华·贝茨和邮政局长威廉·丹尼森——参加了在华盛顿举行的托尼追悼会。只有贝茨加入了前往马里兰州弗雷德里克的科考队，参加了托尼的葬礼，并将其安葬在布道者墓地圣约翰。